# Невилл, Уэнделл
Уэнделл Невилл (12 мая 1870 — 8 июля 1930) — генерал-майор корпуса морской пехоты. 14-й комендант корпуса (1929—1930). За мужество, проявленное в боях в ходе высадки в Веракрусе, удостоился медали Почёта.

## Биография
Родился в г. Портсмут, штат Виргиния, в 1886 поступил в Военно-морскую академию США в г. Аннаполис, штат Мэриленд, главным образом потому что в этом году никто больше из его района не подал заявки на учёбу в академии. Невилл окончил академию в 1890 и после двухлетнего плавания на борту военного корабля (как то было принято в то время) был призван в ряды корпуса морской пехоты в звании второго лейтенанта.
С началом Испано-американской войны второй лейтенант Невилл получил назначение в спешно организованный 2-й батальон под командованием подполковника Роберта У. Хантингтона для службы на Кубе. Батальон под сильным вражеским огнём высадился в бухте Гуантанамо, образовал плацдарм и выбил вражеские войска из области. За выдающуюся храбрость и командование в бою лейтенант Невилл 13 июня 1898 был временно повышен в звании до капитана (то есть, бревет-капитана), а также удостоился медали Временного повышения после её создания в 1921.
Через несколько месяцев после войны бревет-капитан Невилл присоединился к батальону морской пехоты, которому было приказано отправляться в Пекин на выручку осаждённому «боксёрами» гарнизону. Невил принял участие в четырёх битвах и снова был отмечен за храбрость.
Затем он был назначен военным губернатором провинции Базильян на Филиппинских островах. После этого он служил на Кубе, в Никарагуа, в Панаме и на Гавайях.
В ходе американской оккупации Веракруса Невилл возглавил передовую базу 2-го полка. Командуя морскими пехотинцами, высадившимися в Веракрусе 21 апреля 1914 года, он опять показал выдающуюся храбрость и был удостоен медали Почёта. Невилл, и генерал-майоры Смидли Д. Батлер и Дэвид Дикстон Портер были единственными, награждёнными медалью Почёта и медалью Временного повышения.
В 1915 Невилл вернулся в Китай, где его кандидатура была выбрана на пост командующего объединёнными союзными силами охраны. На этом посту он прослужил до 1917 года. В августе 1916 он был произведён в полковники.
1 января 1918 он возглавил 5-й полк, находящийся во Франции, в мае водил свой полк в битву при Белло Вуд, в ходе которого было решительно остановлено масштабное германское наступление. В июле Невилл расширил своё командование, приняв 4-ю бригаду морских пехотинцев, которой он управлял в последние дни войны и в ходе оккупационной службы в Германии. В 1919 он был произведён в бригадные генералы.
После службы в составе оккупационной армии в Германии бригадный генерал Невилл и его бригада вернулись обратно в США в июле 1919. В августе 1920 Невилл был произведён в генерал-майоры и служил помощником коменданта корпуса а затем возглавил морские силы морской пехоты, штаб которых находился в Сан-Франциско. Также он командовал базой морской пехоты в Куантико, штат Виргиния.
5 марта 1929 генерал-майор Невилл сменил генерал-майора Джона А. Леджена на посту коменданта корпуса. Однако этот пост он занимал недолго. Скоропостижная кончина Невилла прервала его карьеру, одну из самых ярких военных карьер того времени.
Невилл был погребён на Арлингтонском национальном кладбище. Его могила находится на 6-й секции, участок 8409.
В его честь был назван транспортный корабль флота USS Neville (APA-9).

## Награды
| A light blue ribbon with five white five pointed stars                                                                                         |  |  |                                 |
| |  |  |                                 |
| |  |  |                                 |
| Бронзовая звезда за службу · Бронзовая звезда за службу · Бронзовая звезда за службу · Бронзовая звезда за службу · Бронзовая звезда за службу |  |  | Бронзовый пучок дубовых листьев |

|                                                     | Медаль Почёта                              | Marine Corps Brevet Medal                     |                                                                       | French Fourragère |
| Медаль «За выдающуюся службу» (ВМС США)             | Медаль «За выдающиеся заслуги» (армейская) | China Relief Expedition Medal                 | Spanish Campaign Medal                                                | French Fourragère |
| Spanish War Service Medal                           | Philippine Campaign Medal                  | Nicaraguan Campaign Medal (1912)              | Mexican Service Medal                                                 | French Fourragère |
| Медаль Победы в Первой мировой войне с 5-ю звёздами | Медаль Оккупационной армии в Германии      | Французский орден Почётного легиона, (офицер) | Французский Военный крест 1914—1918 с тремя пальмами и двумя звёздами | French Fourragère |

### Цитата из представления к медали Почёта
НЕВИЛЛ Уэнделл Кашинг
Подполковник, корпус морской пехоты США
Глав. упр. Военно-морского министерства, № 177
Декабрь 4, 1915
За выдающееся поведение в ходе боёв за Веракрус 21 и 22 апреля 1914 года. Командуя вторым полком морской пехоты, подполковник Невилл провёл оба дня в сражении и практически постоянно находился под вражеским огнём, начиная с высадки в полдень 21-го и до тех пор пока мы не овладели городом в полдень 22-го. Долг заставил его находиться в самых опасных местах, где он руководил своими офицерами и солдатами, и в ходе сражения показал личное мужество, хладнокровие и умение. Успех или неудача в большой мере зависели от его храбрости и искусства. У него были широкие обязанности, и он встретил их достойным похвалы образом.
Оригинальный текст (англ.)
NEVILLE, Wendell Cushing
Lieutenant Colonel, U.S. Marine Corps
G.O. Navy Department, No. 177
December 4, 1915
Citation:
For distinguished conduct in battle engagements of Vera Cruz 21 and April 22, 1914. In command of the Second Regiment Marines, Lieutenant Colonel Neville was in both days' fighting and almost continually under fire from soon after landing, about noon on the 21st, until we were in possession of the city, about noon of the 22d. His duties required him to be at points of great danger in directing his officers and men, and he exhibited conspicuous courage, coolness and skill in his conduct of the fighting. Upon his courage and skill depended, in great measure, success or failure. His responsibilities were great and he met them in a manner worthy of commendation.